# Nhật thực 6 tháng 1, 2019
Nhật thực ngày 6 tháng 1 năm 2019 là nhật thực một phần có thể nhìn thấy ở Đông Á và Bắc Thái Bình Dương.

Mô phỏng

## Khả năng hiển thị
Pha cực đại (71%) của nhật thực một phần được ghi lại ở Cộng hòa Sakha (Nga).
Nhật thực được quan sát ở Nhật Bản, Viễn Đông Nga, Triều Tiên và Hàn Quốc, Đông Trung Quốc, Đông Mông Cổ và Tây Bắc Alaska.

## Hình ảnh

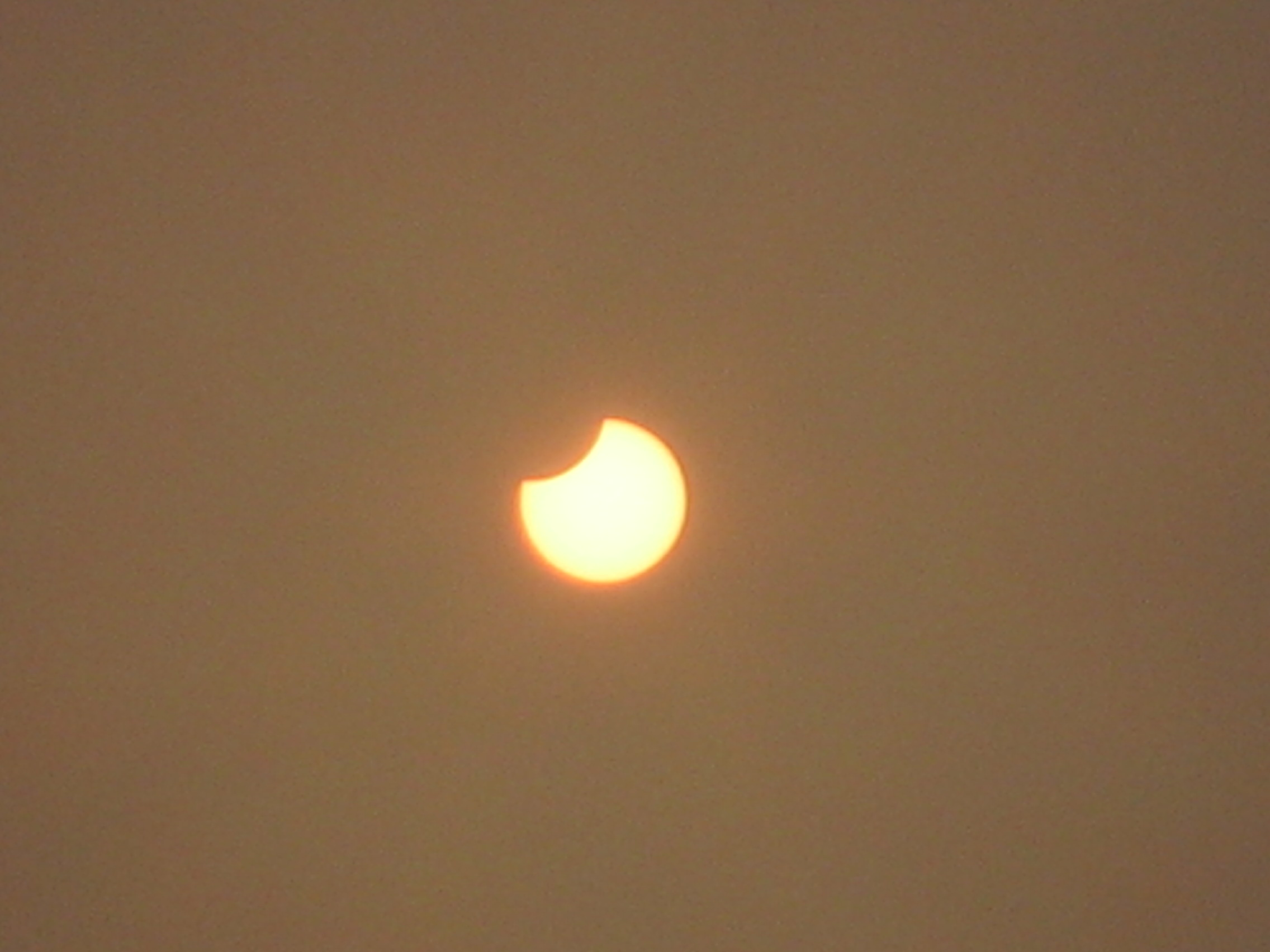
Tế Nam, Trung Quốc, 00:18 UTC
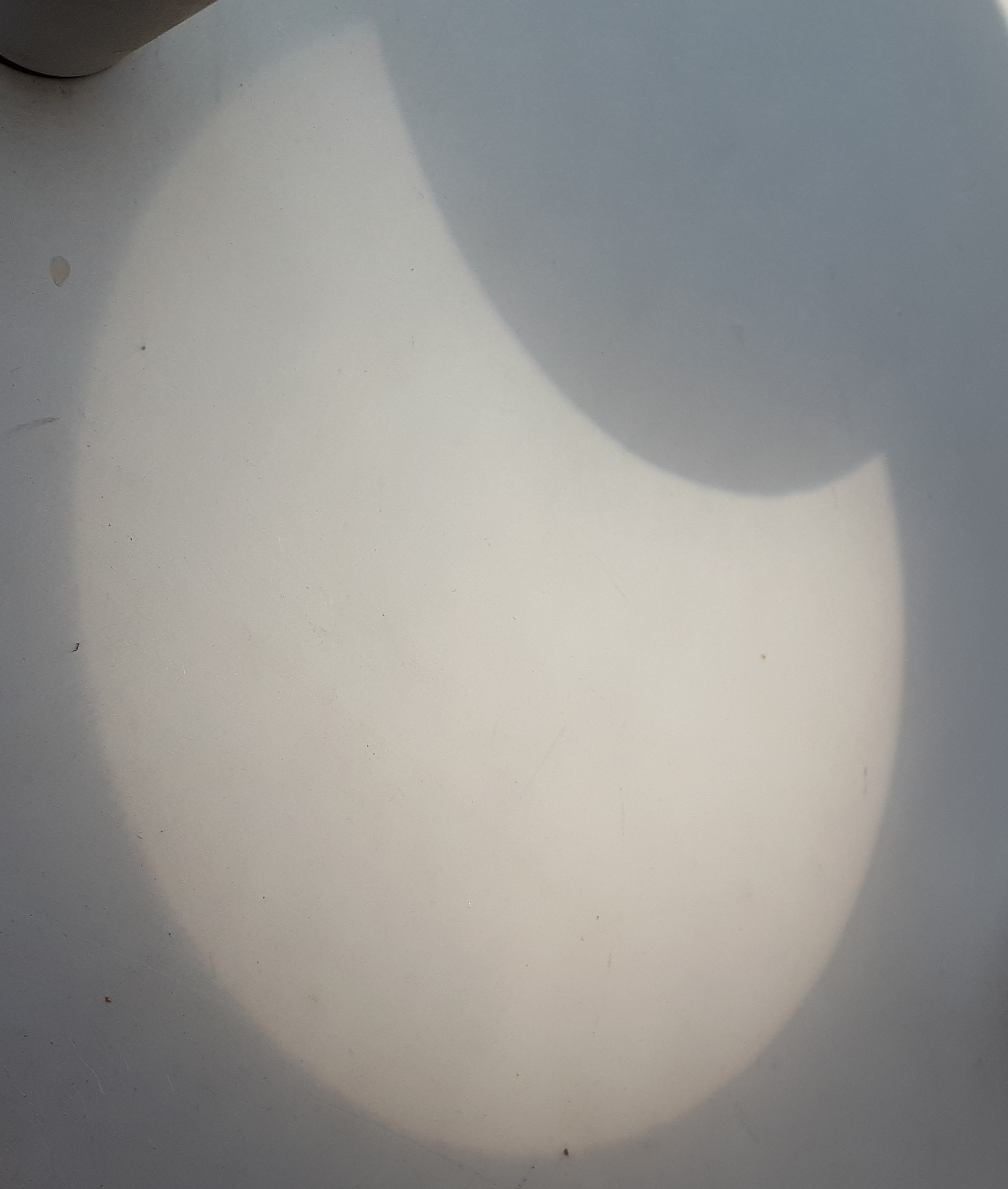
Bohyeonsan, Hàn Quốc, 00:47 UTC
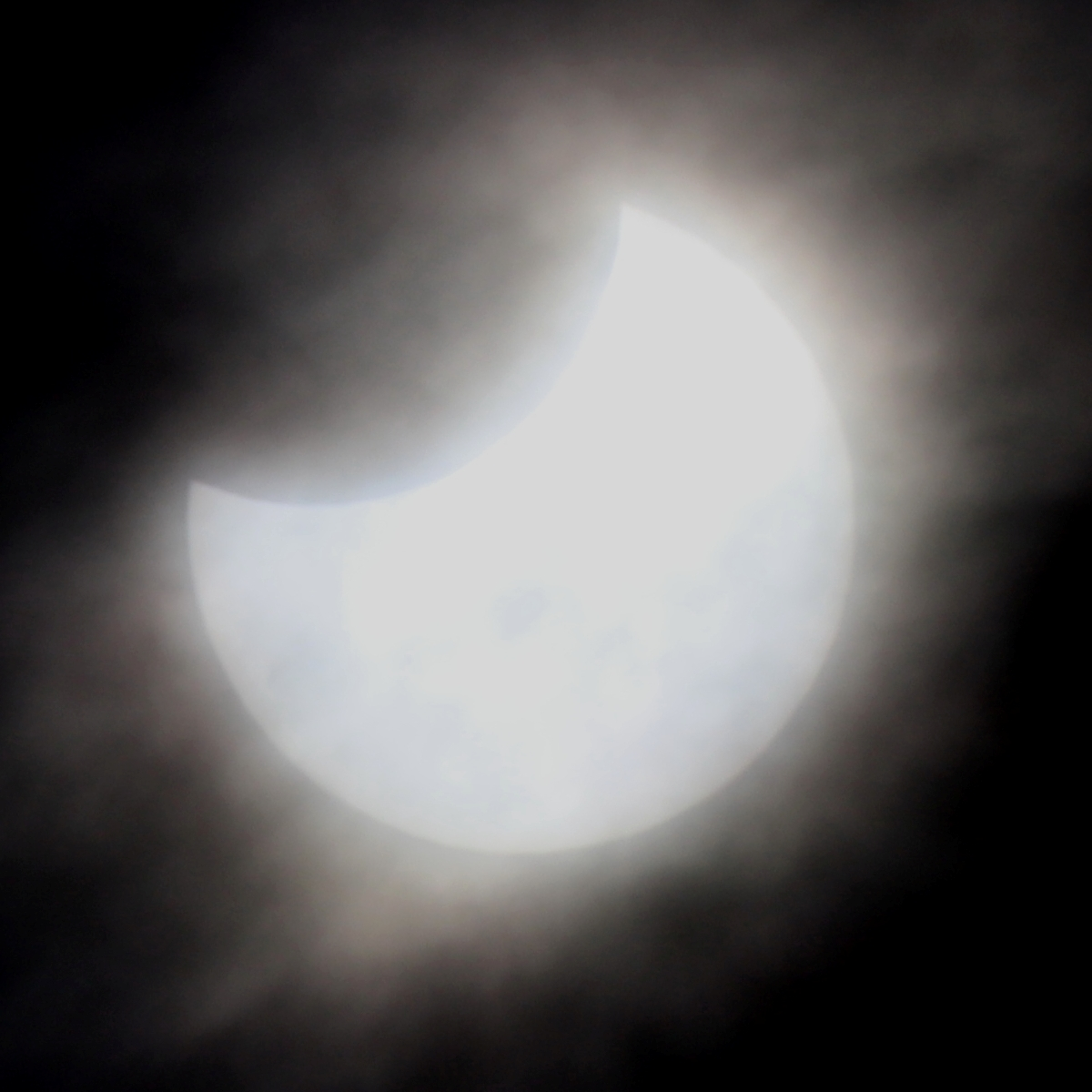
Aichi, Nhật Bản, 01:00 UTC